# 이바르스 고드마니스
이바르스 고드마니스(라트비아어: Ivars Godmanis, 1951년 11월 27일~)는 라트비아의 정치인이다.
1990년 5월 7일부터 1993년 8월 3일까지 제10대 라트비아의 총리를 역임하면서 라트비아에 시장 경제 체제로 전환하는 데에 중점을 두었다. 1998년부터 1999년까지 라트비아 재무부 장관을 역임했고 2007년 12월 20일부터 2009년 3월 12일까지 다시 라트비아의 총리를 역임했다.